# Yuzo Tashiro
Yuzo Tashiro (田代 有三, Tashiro Yuzo, Fukuoka, 22 juli 1982) is een Japans voormalig voetballer die als aanvaller speelde.

## Clubcarrière
Tashiro speelde tussen 2003 en 2011 voor Oita Trinita, Sagan Tosu, Kashima Antlers en Montedio Yamagata. Hij tekende in 2012 bij Vissel Kobe.

## Japans voetbalelftal
Tashiro debuteerde in 2008 in het Japans nationaal elftal en speelde 3 interlands.

## Statistieken
| Japans voetbalelftal | Japans voetbalelftal | Japans voetbalelftal |
| Jaar                 | Wed.                 | Dlp.                 |
| -------------------- | -------------------- | -------------------- |
| 2008                 | 3                    | 0                    |
| Totaal               | 3                    | 0                    |